# Lista dos deputados estaduais de Santa Catarina – 3.ª legislatura (1955–1959)
Lista dos deputados estaduais de Santa Catarina - 3ª legislatura (1955 — 1959).

## Composição das bancadas
| Partido | Líder             | Bancada | Posição  |
| ------- | ----------------- | ------- | -------- |
| PSD     | Orlando Bertoli   | 15 / 39 | Oposição |
| UDN     | Afonso Ghizzo     | 15 / 39 | Governo  |
| PTB     | João Colodel      | 5 / 39  | Oposição |
| PSP     | Parigot de Sousa  | 2 / 39  | Governo  |
| PRP     | Vicente Schneider | 1 / 39  | Governo  |
| PDC     | Rubens Nazareno   | 1 / 39  | Governo  |

## Deputados estaduais
| Número | Deputados estaduais eleitos | Partido | Votação | Percentual | Cidade onde nasceu   | Unidade federativa |
| 22364  | Afonso Ghizzo               | UDN     | 5.748   | 0,99%      | Tubarão              | Santa Catarina     |
| 22202  | Paulo Konder Bornhausen     | UDN     | 5.683   | 0,98%      | Rio de Janeiro       | Rio de Janeiro     |
| 41181  | Osni de Medeiros Régis      | PSD     | 5.579   | 0,96%      | Florianópolis        | Santa Catarina     |
| 41505  | Alfredo Cherem              | PSD     | 4.498   | 0,77%      | Florianópolis        | Santa Catarina     |
| 22832  | Mário Olinger               | UDN     | 4.469   | 0,77%      | Brusque              | Santa Catarina     |
| 22372  | Francisco Canziani          | UDN     | 4.467   | 0,77%      | Curitiba             | Paraná             |
| 14256  | Brás Joaquim Alves          | PTB     | 4.366   | 0,75%      | Brusque              | Santa Catarina     |
| 41481  | João Estivalet              | PSD     | 4.202   | 0,72%      | Passo Fundo          | Rio Grande do Sul  |
| 41191  | Valério Teodoro Gomes       | PSD     | 4.060   | 0,70%      | Major Gercino        | Santa Catarina     |
| 41893  | Lenoir Vargas               | PSD     | 3.991   | 0,68%      | Tupanciretã          | Rio Grande do Sul  |
| 41187  | Lecian Slovinski            | PSD     | 3.955   | 0,68%      | Cocal do Sul         | Santa Catarina     |
| 22162  | Geraldo Günther             | UDN     | 3.880   | 0,67%      | Canoinhas            | Santa Catarina     |
| 41752  | José Bittencourt            | PSD     | 3.865   | 0,66%      | Salvador             | Bahia              |
| 41678  | Orlando Bertoli             | PSD     | 3.824   | 0,66%      | Rio do Sul           | Santa Catarina     |
| 41454  | Oscar da Nova               | PSD     | 3.815   | 0,65%      | Blumenau             | Santa Catarina     |
| 22983  | Laerte Ramos Vieira         | UDN     | 3.699   | 0,63%      | Lages                | Santa Catarina     |
| 22567  | José Waldomiro Silva        | UDN     | 3.685   | 0,63%      | Campos Novos         | Santa Catarina     |
| 22912  | Mário Brusa                 | UDN     | 3.628   | 0,62%      | Getúlio Vargas       | Rio Grande do Sul  |
| 22528  | Antônio Palma               | UDN     | 3.603   | 0,62%      | São Joaquim          | Santa Catarina     |
| 41561  | Paulo Preis                 | PSD     | 3.487   | 0,60%      | Imaruí               | Santa Catarina     |
| 22805  | Ruy Hülse                   | UDN     | 3.487   | 0,60%      | Criciúma             | Santa Catarina     |
| 41288  | Ivo Silveira                | PSD     | 3.479   | 0,60%      | Palhoça              | Santa Catarina     |
| 22636  | Luís de Sousa               | UDN     | 3.436   | 0,59%      | Florianópolis        | Santa Catarina     |
| 41164  | Pedro Kuss                  | PSD     | 3.326   | 0,57%      | Lapa                 | Paraná             |
| 41984  | Antônio Gomes de Almeida    | PSD     | 3.280   | 0,56%      | Campos Novos         | Santa Catarina     |
| 41234  | Heitor Guimarães            | PSD     | 3.249   | 0,56%      | Curitiba             | Paraná             |
| 22292  | João MacDonald              | UDN     | 3.242   | 0,55%      | Urussanga            | Santa Catarina     |
| 41782  | Epitácio Bittencourt        | PSD     | 3.194   | 0,55%      | Imaruí               | Santa Catarina     |
| 22884  | Benedito Carvalho Jr        | UDN     | 3.166   | 0,54%      | Rio Negro            | Paraná             |
| 44556  | Vicente Schneider           | PRP     | 3.118   | 0,53%      | São Sebastião do Caí | Rio Grande do Sul  |
| 22498  | Clodorico Moreira           | UDN     | 3.008   | 0,51%      | Irineópolis          | Santa Catarina     |
| 14388  | José de Miranda Ramos       | PTB     | 2.983   | 0,51%      | Lapa                 | Paraná             |
| 22654  | Antenor Tavares             | UDN     | 2.821   | 0,48%      | Tijucas              | Santa Catarina     |
| 14770  | João Colodel                | PTB     | 2.580   | 0,44%      | Canoinhas            | Santa Catarina     |
| 14348  | Estanislau Romanowski       | PTB     | 2.175   | 0,37%      | Porto Belo           | Santa Catarina     |
| 46548  | Pelágio Parigot de Sousa    | PSP     | 2.173   | 0,37%      | Curitiba             | Paraná             |
| 46857  | Leopoldo Erig               | PSP     | 2.172   | 0,37%      | São Sebastião do Caí | Rio Grande do Sul  |
| 17166  | Rubens Nazareno Neves       | PDC     | 2.095   | 0,36%      | Lages                | Santa Catarina     |
| 14610  | Olice Caldas                | PTB     | 2.057   | 0,35%      | Passo Fundo          | Santa Catarina     |